# Margaret Fishback Powers
Margaret Fishback Powers (* um 1944 in Tillsonburg, Kanada) ist eine kanadische Kinder- und Jugendbuchautorin. Sie schrieb am Wochenende des Thanksgiving 1964 in Echo Lake Camp in Kingston das christliche Gedicht Spuren im Sand (im Original: Footprints), das ursprünglich den Titel I Had a Dream trug.

## Leben und Wirken
Die von deutschen Vorfahren abstammende Margaret Fishback wurde in Tillsonburg geboren und wuchs mit ihren fünf Geschwistern auf einer Farm in Kanada auf. Sie besuchte die Tillsonburg High School. Schon als Kind liebte sie es, ihre Gedanken in Reimform niederzuschreiben. Als sie 1964 das Gedicht Spuren im Sand verfasste, war sie Anfang zwanzig. Kurz zuvor war sie durch einen Blitzschlag schwer verwundet worden und musste zeitweilig ihre Tätigkeit als Lehrerin einstellen. Zudem zerbrach ihre Beziehung und sie kehrte zu ihren Eltern zurück. Dort begegnete sie Paul Powers, der schließlich um ihre Hand anhielt. Diese Situation führte zur Niederschrift des später als Gedicht herausgegebenen Werkes.
Sie gab einige Kopien an Bekannte weiter. Jahre später entdeckte sie in einer Buchhandlung ihren Text, jedoch in abgewandelter Form. Als Autor war eine andere Person angegeben. Seit mehr als zwanzig Jahren waren ihre Verse auf Grußkarten, Postern, Kaffeebechern und T-Shirts vermarktet worden. Lange kämpfte sie vor Gericht für ihre Rechte und um eine Einigung mit dem Verlag, was jedoch misslang. Als sie in verschollen geglaubten Umzugskartons ihre alte Hochzeitszeitschrift mit dem Gedicht fand, konnte sie einen juristisch greifbaren Beweis für ihre Urheberschaft erbringen. Als jedoch schließlich sogar ihre Familie daran zu zerbrechen drohte, zog sie sich aus der juristischen Auseinandersetzung zurück und verzichtete auf ihre Ansprüche.
In ihrer 1996 unter dem Titel Spuren im Sand erschienenen Autobiografie berichtet sie von den unschönen Auseinandersetzungen um die Rechte, die das Leben der Deutsch-Kanadierin in Kanada prägten. Inhaber der deutschen Rechte ist der Brunnen Verlag in Gießen. Auch das deutsche Verlagshaus musste die Rechte seiner Autorin gegen Mitbewerber juristisch durchsetzen. Am 22. Mai 2007 erging vor dem Landgericht Frankfurt ein Urteilsspruch, der Margaret Fishback Powers auch für den deutschsprachigen Raum die Autorschaft zuerkannte. Bis dahin wurde das Gedicht teilweise unter „Autor unbekannt“ – so in der 1. Auflage des Evangelischen Gesangbuches der EKD, Ausgabe Württemberg sowie Ausgabe Bayern – oder mit der Quellenangabe „aus Taizé“ verbreitet. Die einzig autorisierte Übersetzung des Gedichts wurde von Eva-Maria Busch angefertigt.
Paul und Margaret Fishback Powers leben in Coquitlam in Kanada und engagieren sich besonders im Bereich der christlichen Kinderarbeit.

## Rezeption zum Gedicht
Das Gedicht beflügelte den Musiker und Komponisten Gregor Linßen so stark, dass er 1994 das Lied „Deine Spur im Sand“ schrieb, was auch von Powers genehmigt wurde. Die verbreitetste Vertonung des Textes stammt aus dem Jahr 1998 und ist von Siegfried Fietz. Der Sänger Drafi Deutscher hat auf seinem Album "Wie Ebbe und Flut" eine Variante des Gedichtes ebenso vertont wie der österreichische Liedermacher Rainhard Fendrich, der das Gedicht auf seiner 2004 erschienenen CD AufLeben unter dem Titel Serenata por un amigo veröffentlichte.
Die Benutzung des Gedichtes in der Homiletik ist heute stark umstritten, da das Gedicht inzwischen ein christlicher Allgemeinplatz geworden ist.
Spuren im Sand – Von Gott getragen ist 2012 als Musical mit der musikalischen Umsetzung von Siegfried Fietz und Texten von Hermann Schulze-Berndt bei Abakus erschienen.

## Schriften (Auswahl)
- A heart for children. Inspirations for parents & their children. HarperCollins, Toronto 1995, ISBN 0-00-255421-6.
- Spuren im Sand. Ein Gedicht, das Millionen bewegt, und seine Geschichte. Brunnen Verlag, Gießen 1996, ISBN 3-7655-1594-9.
- Margaret fishback powers. HarperCollins, Toronto 1996, ISBN 0-00-255413-5.
- Viel Glück & viel Segen alles Gute zum Geburtstag! St. Benno Verlag, Leipzig 2007, ISBN 978-3-7462-2165-6.